# ترزا فیشرووا
ترزا فیشرووا (چکی: Tereza Fišerová؛ زادهٔ ۲۳ فوریهٔ ۱۹۹۸) قایقران اسلالوم زن اهل جمهوری چک است.
وی در مسابقات کشوری و بین‌المللی در مجموع برندهٔ ۲۲ مدال طلا، ۱۵ مدال نقره، ۱۵ مدال برنز شده‌است.